# Lamarckdromia
Lamarckdromia (лат.) — род крабов из семейства Dromiidae. Они используют для маскировки живую губку. Название происходит от имени биолога Жана-Батиста Ламарка и типового рода семейства Dromia, которые известны тем, что вырезают из губки фрагмент и при помощи клешней придают ему нужную форму. Две последние пары ног короче остальных и загибаются вверх над панцирем краба, чтобы удерживать губку. Губка растёт вместе с крабом, обеспечивая постоянное укрытие. Донные животные в юго-западной части Тихого океана около Австралии. Lamarckdromia excavata обитает на глубине 30–180 м, а Lamarckdromia beagle на небольших глубинах сублиторали в Западной Австралии.

## Классификация
Род включает 3 современных вида.
В 1993 году McLay (1993) ревизовал род Dromidiopsis Borradaile, 1900 включив в него Dromia globosa Lamarck, 1818 и пять других видов. Лектотип Dromia globosa (MNHN B22033) состоит из высушенных останков самца (CL = 21,1 мм), неизвестного происхождения. Распознаваемые фрагменты наиболее точно соответствуют образцам, помеченным Dromidia excavata Stimpson, 1858 (MNHN B22041) из гавани Сиднея (Sydney Harbour) и поэтому считались синонимами. Guinot & Tavares (2003) утверждали, что D. globosa не принадлежит к Dromidiopsis и выделили для этого вида новый род Lamarckdromia. Ключевыми признаками Lamarckdromia являются: все сегменты брюшка самца свободны (последние два слились у Dromidiopsis), уроподы скрыты (по сравнению с заметными уроподами), отверстия стернальных бороздок заканчиваются между P2 (по сравнению с отверстиями между P1) и уроподы не участвуют в абдоминальном механизме замыкания (по сравнению с уроподами, используемыми для удержания брюшка). Вывод о том, что Lamarckdromia globosa является старшим синонимом Dromidia excavata, был разумным в то время, учитывая фрагментарный характер высушенного материала и потому, что, по-видимому, существовал только один австралийский вид. Однако более внимательное изучение австралийского материала в 2022 году показало, что существует два вида, Dromidia excavata и новый вид, описанный как Lamarckdromia beagle.
- Lamarckdromia beagle Mclay et Hosie, 2022[3]
- Lamarckdromia excavata (Stimpson, 1858)
  - Dromidia excavata Stimpson, 1858[5]
- Lamarckdromia globosa (Lamarck, 1818)
  - Dromia globosa Lamarck, 1818[6]